# Espiritu Santo
Espiritu Santo (z hiszp. „Duch Święty”) – największa wyspa w archipelagu Nowe Hebrydy, tworzącym współcześnie niezależne państwo Vanuatu. Wchodzi w skład prowincji Sanma. Wyspa zawdzięcza nazwę swojemu odkrywcy Pedro Fernándezowi de Quirós, który w 1606 nadał całemu archipelagowi nazwę Austrialia del Espíritu Santo. Powierzchnia wyspy wynosi prawie 4000 km².
Największym miastem na wyspie jest Luganville, zamieszkiwane przez 10,7 tys. osób (1999) – jest to drugie pod względem wielkości miasto Vanuatu.
Wybrzeże wyspy jest skaliste, trudno dostępne.
Ludność wyspy zajmuje się rybołówstwem, hodowlą bydła oraz uprawą palmy kokosowej, kawy i kakaowca.

## Historia
Podczas II wojny światowej, na Espiritu Santo znajdowała się ważna amerykańska przerzutowa baza wojskowa i lotnisko, z którego operowały „Latające fortece”. Już na kilka lat przed uzyskaniem niepodległości przez Vanuatu w latach 1975-80 na Espiritu Santo (w języku wyspiarzy Manicolo) i sąsiednich wyspach Aoba, Maewo, Wyspach Banksa i Torres, działał ruch dążący do uzyskania niepodległości jako Federacja Na Griamel. Kolejna próba została podjęta 28 maja 1980, na kilka tygodni przed uzyskaniem niepodległości przez Vanuatu, wówczas brytyjsko-francuskiego kondominium. Działający na wyspie ruch secesjonistyczny, kierowany przez Jimmy’ego Stevensa, a wspierany przez francuskich prywatnych plantatorów i amerykańską prywatną organizację Phoenix Foundation, ogłosił niepodległość Espiritu Santo jako Republiki Vemerany. Premier Vanuatu bezskutecznie zabiegał o interwencję Francji i Wielkiej Brytanii. Po formalnym uzyskaniu niepodległości 30 lipca władze Vanuatu poprosiły o pomoc Papuę-Nową Gwineę, której wojska przywróciły porządek na wyspie Espiritu Santo i w innych regionach kraju (tzw. wojna kokosowa).